# Timo Loosli
Timo Loosli, Pseudonym Faux Tales (geb. 1985) ist ein Schweizer Musikproduzent und Komponist.

## Leben
Erste Bekanntheit erlangte er 2014 mit seinem Dubstep-Titel Atlas, welcher im für das Genre bedeutsamen Youtube-Kanal MrSuicideSheep über eine Million Abrufe hat und u. a. im Debüt-Trailer des Computerspiels Star Citizen Verwendung fand. Seine erste EP Dystopia stieg in den Beatport-Top-10-Charts für Dubstep und Electro-House ein und verblieb über 100 Tage in den Top 100. Er komponierte die Musik für den 2016 erschienenen Kurzfilm Chaosmos. 2016 erschien ausserdem sein erstes Album Kairos, welches die Top 100 der iTunes-Elektronik-Charts erreichte.
Loosli lebt in Berlin.

## Diskografie

### Alben
- Kairos (2015)

### EPs
- Dystopia EP (2014)
- Ascent EP (2016)

### Filmmusiken
- Chaosmos (2016)